# Любомир Иванов (учен)
Вижте пояснителната страница за други личности с името Любомир Иванов.
Любомир Лалов Иванов е български математик, старши научен сътрудник. Политик, народен представител в VII велико народно събрание (1990 – 1991) от Съюза на демократичните сили (СДС).
Ръководител на секция „Математическа логика“ в Института по математика и информатика на Българската академия на науките (1990 – 2011). Председател на българската Комисия по антарктическите наименования от 1994 г. и национален представител в международния Комитет по антарктическа географска информация. Президент на Фондация „Манфред Вьорнер“ от 1994 г. Председател на Атлантическия клуб в България (2001 – 2009).

## Биография
Любомир Иванов е роден на 7 октомври 1952 г. в София.
През периода 1986 – 1988 г. организира успешна дисидентска кампания срещу кандидатурата на София за провеждане в града и на Витоша на зимна олимпиада през 1992 и 1994 г.
Активист е на Независимото сдружение „Екогласност“ през 1989 г., автор е на Харта ’89 за опазване на българското природно наследство. Съучредител е на сдружението „Природен фонд“ и на Зелената партия през 1989 г. Участник в Националната кръгла маса (1990) от страна на СДС (Зелената партия) и член на Националния координационен съвет на СДС (1990 – 1991). Депутат в VII ВНС, съавтор и вносител на Решението на ВНС от 22 декември 1990 г. за пълноправно членство на България в Европейския съюз.
Автор е на научни и приложни резултати в областта на математиката и информатиката, външна политика и политика за сигурност, миграционните изследвания, лингвистиката и топонимиката. Създател е на съвременната система за транслитерация на българската кирилица, приета за официална употреба от България, ООН, САЩ и Великобритания. Според Б. Арънстийн, „Международните корени на българската система за романизация са в основата на един от най-озадачаващите парадокси на романизацията: импулс за предефиниране и разграничаване на националната идентичност, като същевременно осигурява достъпността на тази идентичност до външни групи. С други думи, вдъхване на национализъм с усещане за интернационализъм“.
Иванов предлага своя подход към транслитерация на кирилицата и за други азбуки, в частност руската. Автор е на предложението за преначертаване на NUTS 2 районите за планиране на България, залегнало в проекта на Закона за изменение и допълнение на Закона за регионалното развитие, обявен от Министерския съвет за обществена консултация през октомври 2018 г.
Участник е в 4 научни антарктически експедиции, автор на първите български топографски антарктически карти, на научни и научнопопулярни публикации в областта на полярните изследвания. Ръководител на топографското проучване Тангра 2004/05, отбелязано през 2012 от Discovery Channel, Природонаучния музей в Лондон, Британската кралска колекция и Британската антарктическа служба като едно от двадесет и четири знакови събития в хронологията на изследването на Антарктика.
Носител е на наградата „Акад. Никола Обрешков“ за 1987 г. – най-високото национално отличие за постижения в областта на математиката, за своята монография Алгебрична теория на рекурсията. Награда на ВКБООН за иновативни приноси към Инициативата за академични изследвания за бежанците. Юбилеен медал 30-та Българска антарктическа експедиция на Българския антарктически институт за неговото активно участие в експедициите и изграждането на полярната база „Св. Климент Охридски“.